# 南肯頓站
南肯頓站（英語：South Kenton station）是一個英國國營鐵路公司車站，設有倫敦地鐵貝克盧線和倫敦地上鐵列車服務，介於肯頓和北溫布利之間，位於溫布利郵政區南肯頓薩德伯里宮邨和溫德密爾樹林的連線。

## 歷史

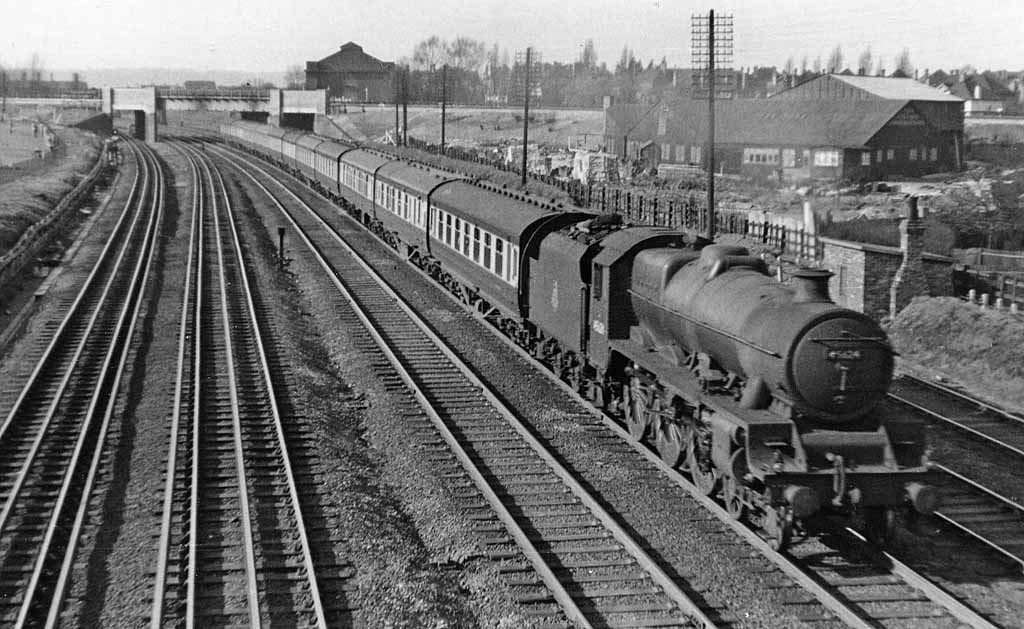
1955年肯頓以南的西岸主線

車站在1933年7月3日啟用，當時只有一個島式月台服務尤斯頓-沃特福德直流電鐵線，鐵路兩側都以行人天橋連結，後來一條行人隧道取代了這條天橋（在堤道的底部開始），大幅減少了乘客進站的上落時間。車站以較現代化的「混凝土和玻璃」風格興建，包括一個流線形的候車室，與同線其他車站採用磚頭和木材不同。

## 現時車站
此站設有島式月台，但貝克盧線列車的車門並不與之平排。因此，由列車踏上月台需要「下一級」。售票廳位於月台層1933年流線形大廈的北端。此站是少數其中一個不設驗票閘門的倫敦地鐵車站，而且受限於車站配置影響在可見將來也沒有計劃設置。同時也不可無障礙通行。

## 服務
此站設有倫敦地鐵貝克盧線列車南行前往中央倫敦和象堡；北行前往哈羅及威爾德斯通。
週一至週六日間每20分鐘就有一班倫敦地上鐵列車南行前往尤斯頓和北行前往沃特福德交匯。黃昏和週日時會減至30分鐘一班。

## 接駁交通
倫敦巴士223路服務此站。

## 外部連結
- 列车时刻表及车站信息：南肯頓站，来自英国铁路官方网站